# Platysoma subcostatum
Platysoma subcostatum är en skalbaggsart som beskrevs av Lea 1925. Platysoma subcostatum ingår i släktet Platysoma och familjen stumpbaggar. Inga underarter finns listade i Catalogue of Life.